# Катастрофа Ан-24 в Виннице
Катастрофа Ан-24 в Виннице — авиационная катастрофа, произошедшая пятничным утром 12 ноября 1971 года в Винницком аэропорту Гавришовка. Авиалайнер Ан-24Б Киевского ОАО предприятия «Аэрофлот» завершал регулярный внутренний рейс Н-063 по маршруту Киев — Винница, но при заходе на посадку в Винницком аэропорту лайнер прервал заход на посадку и ушёл на второй круг. При манёвре ухода на второй круг лайнер перешёл в сваливание, после чего упал на землю левее ВПП и полностью разрушился. Погибли все 48 человек на борту — 43 пассажира и 5 членов экипажа.
Официальная причина катастрофы так и не была установлена.

## Самолёт
Ан-24Б с бортовым номером CCCP-46809 (заводской — 67302306) был выпущен заводом Антонова 26 февраля 1966 года. На момент катастрофы авиалайнер имел 11 329 часа налёта и 10 658 посадок.

## Экипаж
Состав экипажа рейса Н-63 был таким:
- Командир воздушного судна (КВС) — 36-летний Леонид Нефедович Лазарев. Родился 20 ноября 1934 года;
- Второй пилот — 32-летний Владислав Васильевич Касьянов. Родился 15 февраля 1939 года;
- Штурман — Марк Иванович Христенок
- Бортмеханик — Степан Иванович Бондаренко

В салоне авиалайнера работала стюардесса (имя неизвестно).

## Катастрофа
12 ноября 1971 года, в 10:31 МСК рейс Н-63 с 43 пассажирами (40 взрослых и 3 детей) и 5 членами экипажа вылетел из Киевского аэропорта Жуляны, а рейс выполнял Ан-24Б борт СССР-46809, летящий из Киева в Винницу. После набора высоты занял эшелон полёта 2700 метров (FL090), летя при этом над облаками. Всего на его борту всего находились 48 человек: 43 пассажира (40 взрослых и 3 ребёнка) и 5 членов экипажа.
В аэропорту Винницы стоял туман. Горизонтальная видимость составляла 800 метров, а вертикальная — 70 метров, что соответствовало минимуму № 1. Экипаж вышел на связь с диспетчером аэропорта и тот выдал указание, что посадка будет осуществляться по магнитному курсу 312°, после чего дал разрешение осуществлять заход на посадку. Но после выхода из четвёртого разворота самолёт был выше глиссады и левее оси, в связи с чем, после выхода на визуальный полёт, экипаж получил команду от диспетчера уходить на второй круг, что и выполнил.
Повторный заход на посадку экипаж выполнил по схеме, а после выхода на визуальный полёт получил сообщение от диспетчера: «Вышел точно, но высоковато, полоса перед вами». Экипаж подтвердил получение информации, когда через 5 секунд диспетчер дал указание повторно уходить на второй круг. Но при манёвре ухода Ан-24 в посадочной конфигурации (выпущены шасси, закрылки установлены на 38°) с углом пикирования на большой вертикальной скорости и с левым креном 20—40° врезался в землю в 850 метрах от начала взлётно-посадочной полосы и в 234 метрах левее её оси, полностью разрушился и сгорел. Все 48 человек в самолёте (5 членов экипажа, 40 взрослых пассажиров и 3 ребёнка) погибли.

## Причина катастрофы
Сваливание на малой высоте при попытке ухода на второй круг. Самолёт не был оборудован средствами объективного контроля и установить истинную причину сваливания не представляется возможным.

Вероятные причины, которые лишь при взаимном сочетании могли привести к сваливанию:
1. Задержка на 3—5 сек., допущенная экипажем в переводе РУД на максимальный режим работы двигателей при уходе на второй круг.
2. Завышение аэродинамической поправки к приборной скорости, которое могло появиться на данном экземпляре самолёта по сравнению с величиной, принятой при установлении скоростей захода на посадку.

Лётному происшествию способствовали: СМУ, наличие болтанки, отсутствие на самолёте Ан-24 предупредительных признаков при подходе к режимам сваливания, поздняя выдача диспетчером команды об уходе на второй круг ввиду отсутствия на аэродроме дополнительных средств контроля за снижением самолёта при посадке по ОСП.— Из выводов комиссии